# Emmanuel Milingo
Emmanuel Milingo, né le 13 juin 1930, est un évêque zambien renvoyé de l'état clérical.
Nommé archevêque de Lusaka en 1969, il est contraint de renoncer à sa charge en 1983 en raison de ses pratiques hétérodoxes. Il multiplie ensuite les prises de position polémiques, notamment à l'égard de la Curie romaine, et sort plusieurs disques comme chanteur de hip-hop.
En 2001, il se rapproche de la secte Moon et se marie à une Coréenne de 28 ans sa cadette. Néanmoins, il revient rapidement dans le giron de l'Église catholique.
En 2006, il s'engage publiquement pour l'abolition du célibat ecclésiastique et fonde l'association Married Priests Now!, pour laquelle il consacre quatre évêques sans mandat pontifical.
En conséquence, il est excommunié par le pape Benoît XVI en septembre 2006, avant d'être renvoyé de l'état clérical en décembre 2009.

## Biographie
Emmanuel Milingo a étudié à l'école presbytérienne St. Mary à Chipata puis a assisté aux séminaires de Kasina et de Kachebere. Il a été ordonné prêtre en 1958, fut affecté à la paroisse de Chipata de 1963 à 1966, où il fonda la Zambia Helpers Society. Il fut secrétaire des médias à la conférence épiscopale de Zambie de 1966 à 1969, lorsqu'il fonda les Daughters of the Redeemer. Il a été nommé évêque de l'archidiocèse de Lusaka alors qu'il n'avait que 39 ans. Il le restera de 1969 à 1983.
En 1983, ses pratiques atypiques, mêlant exorcismes et séances de guérison, contraignent les autorités de l'Église catholique romaine à lui demander de quitter son poste d'archevêque.
En 1996, il accusa publiquement plusieurs cardinaux de la curie d'être des satanistes.
Il est également un chanteur hip-hop.
Le 27 mai 2001, à l'âge de 71 ans, il s'est marié à Maria Sung (acupunctrice coréenne de 43 ans) à New York, sous la bénédiction de Sun Myung Moon, le chef de la secte Moon, malgré l'interdiction faite aux prêtres et évêques catholiques de se marier. Accusé par le père Gabriele Amorth d'avoir « subi le lavage de cerveau de la secte Moon », Emmanuel Milingo a quitté Maria Sung en août 2001 et s'est réconcilié avec l'Église catholique romaine. Il est, par la suite, revenu en couple avec Maria Sung.
En juillet 2006, Emmanuel Milingo annonça la fondation de l'association Married Priests Now! qui est un mouvement regroupant des prêtres mariés et militant pour l'abolition du célibat ecclésiastique. Pour le service pastoral de cette association, Emmanuel Milingo a présidé à l'ordination épiscopale sans mandat pontifical de quatre évêques, le 24 septembre 2006 à Washington (district de Columbia). Le 26 septembre 2006, le pape Benoît XVI a déclaré l'excommunication d'Emmanuel Milingo ainsi que celle des quatre évêques ordonnés sans mandat pontifical.
Emmanuel Milingo n'ayant fait preuve d'aucun repentir, au point de vue de l'Église catholique romaine, ayant poursuivi ses activités à la tête de l’association Married Priests Now!, ayant de même présidé l’ordination épiscopale sans mandat pontifical de Daniel Kasomo, de nationalité kényane, et deux autres évêques, un de nationalité canadienne le 8 juin 2009, l'autre de nationalité française en juillet 2009, le pape Benoît XVI a, le 17 décembre 2009, renvoyé de l'état clérical Emmanuel Milingo et déclaré l’excommunication des trois évêques ordonnés sans mandat pontifical en juin 2009.

## Musique et dessin animé
Emmanuel Milingo a enregistré deux albums, en collaboration avec Aldo Azzaro et Laura Scoccia, s'inspirant de la culture zouloue : Gubudu Gubudu ("l'ivrogne") en 1995, puis Emmanuel Milingo en 1998.
En 1998, il a coproduit, avec le dessinateur italien Mario Verger, un dessin animé autobiographique mis en musique par Lucio Dalla : Milingo the Spirit of Africa.